# 阿武郡

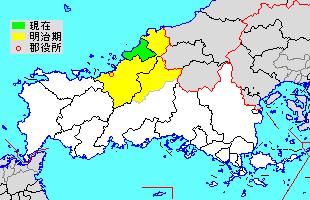
山口県阿武郡の位置（緑：阿武町 水色：後に他郡から編入した区域）

- 令制国一覧 > 山陽道 > 長門国 > 阿武郡
- 日本 > 中国地方 > 山口県 > 阿武郡

阿武郡（あぶぐん）は、山口県（長門国）の郡。
人口2,794人、面積115.95km²、人口密度24.1人/km²。（2025年2月1日、推計人口）
以下の1町を含む。
- 阿武町（あぶちょう）

## 概要
平成の大合併以前は阿武町の他須佐町、田万川町、旭村、川上村、福栄村、むつみ村、阿東町の8町村が存在しており、阿東町以外の7町村は、萩市と共に萩広域市町村圏組合を作り広域行政を行っていた。その後、広域合併の枠組みとして萩市と7町村による合併協議会が設立されたが、阿武町が萩市との確執や基金の使途についての意見の相違により合併協議から離脱、単独町政を行うことを表明した。残りの川上村・田万川町・むつみ村・須佐町・旭村・福栄村が萩市と2005年3月6日に合併し、新設の「萩市」となった。
一方、阿東町は当初山口市との合併を望んでいたが、合併特例法の期間中には山口市との合併協議の場に加わることができず、当面単独町政を行うことになった。その後県が県央部における中核市構想として山口市・防府市・阿東町との2市1町での合併の枠組みを示したことにより、先行合併として山口市と阿東町の間で合併協議会が設置された。協議の結果、2010年1月16日に阿東町が山口市に編入合併する（阿東町役場を山口市役所阿東総合支所とする）ことで両市町の間で合意、合併が行われた。
経済圏としては萩市の経済圏（長北地区）に属するが、山口市に隣接する旧佐々並村・旧阿東町は山口市の経済圏（山口・防府地区）に含まれていた。

## 郡域
1879年（明治12年）に行政区画として発足した当時の郡域は、上記1町のほか、下記の区域にあたる。
- 萩市の大部分（見島を除く）
- 山口市の一部（阿東各町）

長門国および山陽道で最大の面積を有する郡であった。

## 歴史
古墳時代には久米氏同族の阿武国造が治める領域であったが、律令制の施行に伴って長門国に編入された。

### 近世以降の沿革
- 「旧高旧領取調帳」に記載されている明治初年時点での支配は以下の通り。（1町50村7浦）

| 知行 | 知行       | 村数         | 村名 |
| ---- | ---------- | ------------ | --- |
| 藩領 | 周防山口藩 | 1町 48村 7浦 | 萩城下、吉部上村、吉部下村、蔵目喜村、生雲東分村、生雲中村、生雲西分村、地福村、徳佐上村、徳佐中村、徳佐下村、嘉年上村、嘉年下村、片俣村、高佐村、宇生賀村、福田上村、弥富上村、福田下村、弥富下村、鈴野川村、上小川村、中小川村、下小川村、上田万村、下田万村、江崎村、須佐村、惣郷村、宇田村、木与村、篠目村、椿郷東分村、椿郷西分村、山田村、三見村、川上村、明木村、佐々並村、福井上村、福井下村、紫福村、大井村、黒川村、浜崎浦、玉江浦、三見浦、鶴江浦、小畑浦、越ヶ浜浦、大井浦、大島、櫃島、羽島、尾島、相島 |
| 藩領 | 周防徳山藩 | 2村          | 奈古村、大井村 |

- 明治2年（1869年） - 高佐村が分割して高佐上村・高佐下村となる。（1町52村7浦）
- 明治4年
  - 6月19日（1871年8月5日） - 徳山藩が廃藩。領地が山口藩の管轄となる。
  - 7月14日（1871年8月29日） - 廃藩置県により山口県の管轄となる。
- 明治初年（1町53村）
  - 萩城下が37町村に分割。萩町を通称[6]。浜崎浦が萩町の一部（東浜崎町）となる。
  - 地福村が分割して地福上村・地福下村となる。
  - 上小川村が分割して上小川東分村・上小川西分村となる。
  - 羽島の一部が分立して肥島となる。
  - 大井浦が大井村に、玉江浦が山田村に、三見浦が三見村に、鶴江浦・小畑浦・越ヶ浜浦が椿郷東分村にそれぞれ合併。
- 明治12年（1879年）1月6日 - 郡区町村編制法の山口県での施行により行政区画としての阿武郡が発足。郡役所が萩町に設置。

### 町村制以降の沿革

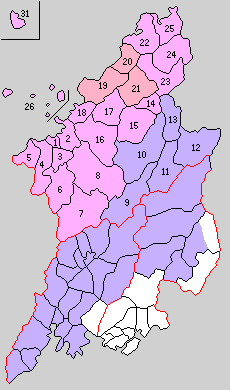
1.萩町 2.椿郷東分村 3.椿郷西分村 4.山田村 5.三見村 6.明木村 7.佐々並村 8.川上村 9.篠生村 10.生雲村 11.地福村 12.徳佐村 13.嘉年村 14.高俣村 15.吉部村 16.福川村 17.紫福村 18.大井村 19.奈古村 20.宇田郷村 21.福賀村 22.須佐村 23.弥富村 24.小川村 25.田万崎村 26.六島村 31.見島村（紫：山口市 桃：萩市 赤：阿武町）

- 明治22年（1889年）4月1日 - 町村制の施行により、下記の町村が発足。特記以外は現・萩市。（1町25村）
  - 萩町（萩町[7]が単独町制）
  - 椿郷東分村、椿郷西分村、山田村、三見村、明木村、佐々並村、川上村（それぞれ単独村制）
  - 篠生村 ← 生雲東分村、篠目村（現・山口市）
  - 生雲村 ← 生雲中村、生雲西分村、蔵目喜村（現・山口市）
  - 地福村 ← 地福上村、地福下村（現・山口市）
  - 徳佐村 ← 徳佐上村、徳佐中村、徳佐下村（現・山口市）
  - 嘉年村 ← 嘉年上村、嘉年下村（現・山口市）
  - 高俣村 ← 高佐上村、高佐下村、片俣村
  - 吉部村 ← 吉部上村、吉部下村
  - 福川村 ← 福井上村、福井下村、黒川村
  - 紫福村、大井村（それぞれ単独村制）
  - 奈古村 ← 奈古村、木与村（現・阿武町）
  - 宇田郷村 ← 宇田村、惣郷村（現・阿武町）
  - 福賀村 ← 福田上村、福田下村、宇生賀村（現・阿武町）
  - 須佐村（単独村制）
  - 弥富村 ← 弥富上村、弥富下村、鈴野川村
  - 小川村 ← 上小川東分村、上小川西分村、中小川村、下小川村
  - 田万崎村 ← 上田万村、下田万村、江崎村
  - 六島村 ← 大島、櫃島、羽島、肥島、尾島、相島
- 明治29年（1896年）
  - 4月1日 - 郡制の施行のため、阿武郡・見島郡の区域をもって、改めて阿武郡が発足。見島村が本郡の所属となる。（1町26村）
  - 9月1日 - 郡制を施行。
- 明治43年（1910年）7月1日 - 椿郷西分村が改称して椿村となる。
- 大正10年（1921年）5月17日 - 椿郷東分村が改称して椿東村となる。
- 大正12年（1923年）4月1日
  - 郡会が廃止。郡役所は存続。
  - 萩町・椿東村・椿村・山田村が合併し、改めて萩町が発足。（1町23村）
- 大正13年（1924年）2月11日 - 須佐村が町制施行して須佐町となる。（2町22村）
- 大正15年（1926年）7月1日 - 郡役所が廃止。以降は地域区分名称となる。
- 昭和7年（1932年）7月1日 - 萩町が市制施行して萩市となり、郡から離脱。（1町22村）
- 昭和15年（1940年）11月3日 - 田万崎村が町制施行・改称して江崎町となる。（2町21村）
- 昭和17年（1942年）11月3日 - 奈古村が町制施行して奈古町となる。（3町20村）
- 昭和30年（1955年）
  - 1月1日 - 奈古町・福賀村・宇田郷村が合併して阿武町が発足。（3町18村）
  - 3月1日 - 三見村・大井村・六島村・見島村が萩市に編入。（3町14村）
  - 4月1日（4町4村）
    - 江崎町・小川村が合併して田万川町が発足。
    - 篠生村・生雲村・地福村・徳佐村・嘉年村が合併して阿東町が発足。
    - 高俣村・吉部村が合併してむつみ村が発足。
    - 須佐町・弥富村が合併し、改めて須佐町が発足。
    - 明木村・佐々並村が合併して旭村が発足。
    - 福川村・紫福村が合併して福栄村が発足。
- 平成17年（2005年）3月6日 - 川上村・田万川町・むつみ村・須佐町・旭村・福栄村が萩市と合併し、改めて萩市が発足、郡より離脱。（2町）
- 平成22年（2010年）1月16日 - 阿東町が山口市に編入。（1町）

### 変遷表
| 明治以前    | 明治初年     | 明治22年 4月1日 町村制施行 | 明治22年 - 大正15年         | 明治22年 - 大正15年         | 昭和元年 - 昭和19年             | 昭和20年 - 昭和64年       | 平成元年 - 現在              | 現在   |
| ----------- | ------------ | -------------------------- | --------------------------- | --------------------------- | ------------------------------- | ------------------------- | ---------------------------- | ------ |
| 萩城下      | 萩町         | 萩町                       | 萩町                        | 大正12年4月1日 萩町         | 昭和7年7月1日 市制 萩市         | 萩市                      | 平成17年3月6日 萩市          | 萩市   |
| 浜崎浦      | 萩町         | 萩町                       | 萩町                        | 大正12年4月1日 萩町         | 昭和7年7月1日 市制 萩市         | 萩市                      | 平成17年3月6日 萩市          | 萩市   |
| 椿郷西分村  | 椿郷西分村   | 椿郷西分村                 | 明治43年7月1日 改称 椿村    | 大正12年4月1日 萩町         | 昭和7年7月1日 市制 萩市         | 萩市                      | 平成17年3月6日 萩市          | 萩市   |
| 椿郷東分村  | 椿郷東分村   | 椿郷東分村                 | 大正10年5月17日 改称 椿東村 | 大正12年4月1日 萩町         | 昭和7年7月1日 市制 萩市         | 萩市                      | 平成17年3月6日 萩市          | 萩市   |
| 鶴江浦      | 椿郷東分村   | 椿郷東分村                 | 大正10年5月17日 改称 椿東村 | 大正12年4月1日 萩町         | 昭和7年7月1日 市制 萩市         | 萩市                      | 平成17年3月6日 萩市          | 萩市   |
| 小畑浦      | 椿郷東分村   | 椿郷東分村                 | 大正10年5月17日 改称 椿東村 | 大正12年4月1日 萩町         | 昭和7年7月1日 市制 萩市         | 萩市                      | 平成17年3月6日 萩市          | 萩市   |
| 越ヶ浜浦    | 椿郷東分村   | 椿郷東分村                 | 大正10年5月17日 改称 椿東村 | 大正12年4月1日 萩町         | 昭和7年7月1日 市制 萩市         | 萩市                      | 平成17年3月6日 萩市          | 萩市   |
| 山田村      | 山田村       | 山田村                     | 山田村                      | 大正12年4月1日 萩町         | 昭和7年7月1日 市制 萩市         | 萩市                      | 平成17年3月6日 萩市          | 萩市   |
| 玉江浦      | 山田村       | 山田村                     | 山田村                      | 大正12年4月1日 萩町         | 昭和7年7月1日 市制 萩市         | 萩市                      | 平成17年3月6日 萩市          | 萩市   |
| 三見村      | 三見村       | 三見村                     | 三見村                      | 三見村                      | 三見村                          | 昭和30年3月1日 萩市に編入 | 平成17年3月6日 萩市          | 萩市   |
| 三見浦      | 三見村       | 三見村                     | 三見村                      | 三見村                      | 三見村                          | 昭和30年3月1日 萩市に編入 | 平成17年3月6日 萩市          | 萩市   |
| 大井村      | 大井村       | 大井村                     | 大井村                      | 大井村                      | 大井村                          | 昭和30年3月1日 萩市に編入 | 平成17年3月6日 萩市          | 萩市   |
| 大井浦      | 大井村       | 大井村                     | 大井村                      | 大井村                      | 大井村                          | 昭和30年3月1日 萩市に編入 | 平成17年3月6日 萩市          | 萩市   |
| 大島        | 大島         | 六島村                     | 六島村                      | 六島村                      | 六島村                          | 昭和30年3月1日 萩市に編入 | 平成17年3月6日 萩市          | 萩市   |
| 櫃島        | 櫃島         | 六島村                     | 六島村                      | 六島村                      | 六島村                          | 昭和30年3月1日 萩市に編入 | 平成17年3月6日 萩市          | 萩市   |
| 羽島        | 羽島         | 六島村                     | 六島村                      | 六島村                      | 六島村                          | 昭和30年3月1日 萩市に編入 | 平成17年3月6日 萩市          | 萩市   |
| 羽島        | 分立 肥島    | 六島村                     | 六島村                      | 六島村                      | 六島村                          | 昭和30年3月1日 萩市に編入 | 平成17年3月6日 萩市          | 萩市   |
| 尾島        | 尾島         | 六島村                     | 六島村                      | 六島村                      | 六島村                          | 昭和30年3月1日 萩市に編入 | 平成17年3月6日 萩市          | 萩市   |
| 相島        | 相島         | 六島村                     | 六島村                      | 六島村                      | 六島村                          | 昭和30年3月1日 萩市に編入 | 平成17年3月6日 萩市          | 萩市   |
| 見島郡 見島 | 見島郡 見島  | 見島郡 見島村              | 明治29年4月1日 阿武郡       | 見島村                      | 見島村                          | 昭和30年3月1日 萩市に編入 | 平成17年3月6日 萩市          | 萩市   |
| 須佐村      | 須佐村       | 須佐村                     | 須佐村                      | 大正13年2月11日 町制 須佐町 | 須佐町                          | 昭和30年4月1日 須佐町     | 平成17年3月6日 萩市          | 萩市   |
| 弥富上村    | 弥富上村     | 弥富村                     | 弥富村                      | 弥富村                      | 弥富村                          | 昭和30年4月1日 須佐町     | 平成17年3月6日 萩市          | 萩市   |
| 弥富下村    | 弥富下村     | 弥富村                     | 弥富村                      | 弥富村                      | 弥富村                          | 昭和30年4月1日 須佐町     | 平成17年3月6日 萩市          | 萩市   |
| 鈴野川村    | 鈴野川村     | 弥富村                     | 弥富村                      | 弥富村                      | 弥富村                          | 昭和30年4月1日 須佐町     | 平成17年3月6日 萩市          | 萩市   |
| 上田万村    | 上田万村     | 田万崎村                   | 田万崎村                    | 田万崎村                    | 昭和15年11月3日 町制改称 江崎町 | 昭和30年4月1日 田万川町   | 平成17年3月6日 萩市          | 萩市   |
| 下田万村    | 下田万村     | 田万崎村                   | 田万崎村                    | 田万崎村                    | 昭和15年11月3日 町制改称 江崎町 | 昭和30年4月1日 田万川町   | 平成17年3月6日 萩市          | 萩市   |
| 江崎村      | 江崎村       | 田万崎村                   | 田万崎村                    | 田万崎村                    | 昭和15年11月3日 町制改称 江崎町 | 昭和30年4月1日 田万川町   | 平成17年3月6日 萩市          | 萩市   |
| 上小川村    | 上小川東分村 | 小川村                     | 小川村                      | 小川村                      | 小川村                          | 昭和30年4月1日 田万川町   | 平成17年3月6日 萩市          | 萩市   |
| 上小川村    | 上小川西分村 | 小川村                     | 小川村                      | 小川村                      | 小川村                          | 昭和30年4月1日 田万川町   | 平成17年3月6日 萩市          | 萩市   |
| 中小川村    | 中小川村     | 小川村                     | 小川村                      | 小川村                      | 小川村                          | 昭和30年4月1日 田万川町   | 平成17年3月6日 萩市          | 萩市   |
| 下小川村    | 下小川村     | 小川村                     | 小川村                      | 小川村                      | 小川村                          | 昭和30年4月1日 田万川町   | 平成17年3月6日 萩市          | 萩市   |
| 吉部上村    | 吉部上村     | 吉部村                     | 吉部村                      | 吉部村                      | 吉部村                          | 昭和30年4月1日 むつみ村   | 平成17年3月6日 萩市          | 萩市   |
| 吉部下村    | 吉部下村     | 吉部村                     | 吉部村                      | 吉部村                      | 吉部村                          | 昭和30年4月1日 むつみ村   | 平成17年3月6日 萩市          | 萩市   |
| 高佐上村    | 高佐上村     | 高俣村                     | 高俣村                      | 高俣村                      | 高俣村                          | 昭和30年4月1日 むつみ村   | 平成17年3月6日 萩市          | 萩市   |
| 高佐下村    | 高佐下村     | 高俣村                     | 高俣村                      | 高俣村                      | 高俣村                          | 昭和30年4月1日 むつみ村   | 平成17年3月6日 萩市          | 萩市   |
| 片俣村      | 片俣村       | 高俣村                     | 高俣村                      | 高俣村                      | 高俣村                          | 昭和30年4月1日 むつみ村   | 平成17年3月6日 萩市          | 萩市   |
| 明木村      | 明木村       | 明木村                     | 明木村                      | 明木村                      | 明木村                          | 昭和30年4月1日 旭村       | 平成17年3月6日 萩市          | 萩市   |
| 佐々並村    | 佐々並村     | 佐々並村                   | 佐々並村                    | 佐々並村                    | 佐々並村                        | 昭和30年4月1日 旭村       | 平成17年3月6日 萩市          | 萩市   |
| 福井上村    | 福井上村     | 福川村                     | 福川村                      | 福川村                      | 福川村                          | 昭和30年4月1日 福栄村     | 平成17年3月6日 萩市          | 萩市   |
| 福井下村    | 福井下村     | 福川村                     | 福川村                      | 福川村                      | 福川村                          | 昭和30年4月1日 福栄村     | 平成17年3月6日 萩市          | 萩市   |
| 黒川村      | 黒川村       | 福川村                     | 福川村                      | 福川村                      | 福川村                          | 昭和30年4月1日 福栄村     | 平成17年3月6日 萩市          | 萩市   |
| 紫福村      | 紫福村       | 紫福村                     | 紫福村                      | 紫福村                      | 紫福村                          | 昭和30年4月1日 福栄村     | 平成17年3月6日 萩市          | 萩市   |
| 川上村      | 川上村       | 川上村                     | 川上村                      | 川上村                      | 川上村                          | 川上村                    | 平成17年3月6日 萩市          | 萩市   |
| 奈古村      | 奈古村       | 奈古村                     | 奈古村                      | 奈古村                      | 昭和17年11月3日 町制 奈古町     | 昭和30年1月1日 阿武町     | 阿武町                       | 阿武町 |
| 木与村      | 木与村       | 奈古村                     | 奈古村                      | 奈古村                      | 昭和17年11月3日 町制 奈古町     | 昭和30年1月1日 阿武町     | 阿武町                       | 阿武町 |
| 宇田村      | 宇田村       | 宇田郷村                   | 宇田郷村                    | 宇田郷村                    | 宇田郷村                        | 昭和30年1月1日 阿武町     | 阿武町                       | 阿武町 |
| 惣郷村      | 惣郷村       | 宇田郷村                   | 宇田郷村                    | 宇田郷村                    | 宇田郷村                        | 昭和30年1月1日 阿武町     | 阿武町                       | 阿武町 |
| 福田上村    | 福田上村     | 福賀村                     | 福賀村                      | 福賀村                      | 福賀村                          | 昭和30年1月1日 阿武町     | 阿武町                       | 阿武町 |
| 福田下村    | 福田下村     | 福賀村                     | 福賀村                      | 福賀村                      | 福賀村                          | 昭和30年1月1日 阿武町     | 阿武町                       | 阿武町 |
| 宇生賀村    | 宇生賀村     | 福賀村                     | 福賀村                      | 福賀村                      | 福賀村                          | 昭和30年1月1日 阿武町     | 阿武町                       | 阿武町 |
| 徳佐上村    | 徳佐上村     | 徳佐村                     | 徳佐村                      | 徳佐村                      | 徳佐村                          | 昭和30年4月1日 阿東町     | 平成22年1月16日 山口市に編入 | 山口市 |
| 徳佐中村    | 徳佐中村     | 徳佐村                     | 徳佐村                      | 徳佐村                      | 徳佐村                          | 昭和30年4月1日 阿東町     | 平成22年1月16日 山口市に編入 | 山口市 |
| 徳佐下村    | 徳佐下村     | 徳佐村                     | 徳佐村                      | 徳佐村                      | 徳佐村                          | 昭和30年4月1日 阿東町     | 平成22年1月16日 山口市に編入 | 山口市 |
| 篠目村      | 篠目村       | 篠生村                     | 篠生村                      | 篠生村                      | 篠生村                          | 昭和30年4月1日 阿東町     | 平成22年1月16日 山口市に編入 | 山口市 |
| 生雲東分村  | 生雲東分村   | 篠生村                     | 篠生村                      | 篠生村                      | 篠生村                          | 昭和30年4月1日 阿東町     | 平成22年1月16日 山口市に編入 | 山口市 |
| 生雲中村    | 生雲中村     | 生雲村                     | 生雲村                      | 生雲村                      | 生雲村                          | 昭和30年4月1日 阿東町     | 平成22年1月16日 山口市に編入 | 山口市 |
| 生雲西分村  | 生雲西分村   | 生雲村                     | 生雲村                      | 生雲村                      | 生雲村                          | 昭和30年4月1日 阿東町     | 平成22年1月16日 山口市に編入 | 山口市 |
| 蔵目喜村    | 蔵目喜村     | 生雲村                     | 生雲村                      | 生雲村                      | 生雲村                          | 昭和30年4月1日 阿東町     | 平成22年1月16日 山口市に編入 | 山口市 |
| 地福村      | 地福上村     | 地福村                     | 地福村                      | 地福村                      | 地福村                          | 昭和30年4月1日 阿東町     | 平成22年1月16日 山口市に編入 | 山口市 |
| 地福村      | 地福下村     | 地福村                     | 地福村                      | 地福村                      | 地福村                          | 昭和30年4月1日 阿東町     | 平成22年1月16日 山口市に編入 | 山口市 |
| 嘉年上村    | 嘉年上村     | 嘉年村                     | 嘉年村                      | 嘉年村                      | 嘉年村                          | 昭和30年4月1日 阿東町     | 平成22年1月16日 山口市に編入 | 山口市 |
| 嘉年下村    | 嘉年下村     | 嘉年村                     | 嘉年村                      | 嘉年村                      | 嘉年村                          | 昭和30年4月1日 阿東町     | 平成22年1月16日 山口市に編入 | 山口市 |

## 行政
歴代郡長（第1次）
| 代 | 氏名 | 就任年月日               | 退任年月日                | 備考                               |
| -- | ---- | ------------------------ | ------------------------- | ---------------------------------- |
| 1  |      | 明治12年（1879年）1月6日 |                           |                                    |
|    |      |                          | 明治29年（1896年）3月31日 | 見島郡との合併により旧・阿武郡廃止 |

歴代郡長（第2次）
| 代 | 氏名 | 就任年月日               | 退任年月日                | 備考                   |
| -- | ---- | ------------------------ | ------------------------- | ---------------------- |
| 1  |      | 明治29年（1896年）4月1日 |                           |                        |
|    |      |                          | 大正15年（1926年）6月30日 | 郡役所廃止により、廃官 |